# جابهار
تشابهار (بالفارسية: چابهار) هي مدينة بلوشية على ساحل خليج عمان الشمالي في منطقة مكران.

## المناخ
يظهر الجدول التالي التغييرات المناخية على مدار السنة لجابهار:
| البيانات المناخية لـجابهار        | البيانات المناخية لـجابهار | البيانات المناخية لـجابهار | البيانات المناخية لـجابهار | البيانات المناخية لـجابهار | البيانات المناخية لـجابهار | البيانات المناخية لـجابهار | البيانات المناخية لـجابهار | البيانات المناخية لـجابهار | البيانات المناخية لـجابهار | البيانات المناخية لـجابهار | البيانات المناخية لـجابهار | البيانات المناخية لـجابهار | البيانات المناخية لـجابهار |
| الشهر                             | يناير                      | فبراير                     | مارس                       | أبريل                      | مايو                       | يونيو                      | يوليو                      | أغسطس                      | سبتمبر                     | أكتوبر                     | نوفمبر                     | ديسمبر                     | المعدل السنوي              |
| --------------------------------- | -------------------------- | -------------------------- | -------------------------- | -------------------------- | -------------------------- | -------------------------- | -------------------------- | -------------------------- | -------------------------- | -------------------------- | -------------------------- | -------------------------- | -------------------------- |
| الدرجة القصوى °م (°ف)             | 31.0 (87.8)                | 33.0 (91.4)                | 38.0 (100.4)               | 42.0 (107.6)               | 46.0 (114.8)               | 45.2 (113.4)               | 47.0 (116.6)               | 42.4 (108.3)               | 42.0 (107.6)               | 41.4 (106.5)               | 37.0 (98.6)                | 32.0 (89.6)                | 47.0 (116.6)               |
| متوسط درجة الحرارة الكبرى °م (°ف) | 24.5 (76.1)                | 25.0 (77.0)                | 28.1 (82.6)                | 31.0 (87.8)                | 34.0 (93.2)                | 35.0 (95.0)                | 33.8 (92.8)                | 32.4 (90.3)                | 32.2 (90.0)                | 32.4 (90.3)                | 29.5 (85.1)                | 26.3 (79.3)                | 30.4 (86.6)                |
| المتوسط اليومي °م (°ف)            | 20.4 (68.7)                | 21.3 (70.3)                | 24.2 (75.6)                | 27.1 (80.8)                | 30.4 (86.7)                | 31.9 (89.4)                | 31.1 (88.0)                | 29.8 (85.6)                | 29.1 (84.4)                | 28.2 (82.8)                | 25.0 (77.0)                | 22.0 (71.6)                | 26.7 (80.1)                |
| متوسط درجة الحرارة الصغرى °م (°ف) | 15.0 (59.0)                | 16.0 (60.8)                | 19.0 (66.2)                | 22.3 (72.1)                | 25.2 (77.4)                | 28.0 (82.4)                | 28.1 (82.6)                | 26.9 (80.4)                | 25.4 (77.7)                | 22.7 (72.9)                | 18.8 (65.8)                | 16.2 (61.2)                | 22.0 (71.5)                |
| أدنى درجة حرارة °م (°ف)           | 7.0 (44.6)                 | 7.0 (44.6)                 | 9.6 (49.3)                 | 14.0 (57.2)                | 16.0 (60.8)                | 22.0 (71.6)                | 21.0 (69.8)                | 19.0 (66.2)                | 19.0 (66.2)                | 13.2 (55.8)                | 9.0 (48.2)                 | 7.0 (44.6)                 | 7.0 (44.6)                 |
| معدل هطول الأمطار مم (إنش)        | 29.4 (1.16)                | 37.9 (1.49)                | 14.9 (0.59)                | 6.1 (0.24)                 | 0.1 (0.00)                 | 0.5 (0.02)                 | 6.2 (0.24)                 | 2.1 (0.08)                 | 1.2 (0.05)                 | 0.0 (0.0)                  | 4.4 (0.17)                 | 13.7 (0.54)                | 116.5 (4.58)               |
| متوسط الأيام الممطرة              | 3.6                        | 3.4                        | 2.0                        | 1.3                        | 0.1                        | 0.1                        | 1.3                        | 0.8                        | 0.2                        | 0.0                        | 0.5                        | 1.7                        | 15                         |
| متوسط الرطوبة النسبية (%)         | 61                         | 66                         | 69                         | 70                         | 72                         | 75                         | 77                         | 77                         | 76                         | 73                         | 67                         | 61                         | 70                         |
| ساعات سطوع الشمس الشهرية          | 240.2                      | 234.1                      | 263.8                      | 278.2                      | 330.2                      | 284.8                      | 244.6                      | 241.4                      | 260.9                      | 295.5                      | 272.5                      | 249.2                      | 3٬195٫4                    |
| المصدر: NOAA (1963–1990)          |                            |                            |                            |                            |                            |                            |                            |                            |                            |                            |                            |                            |                            |